# Erythemis
Genre
Erythemis est un genre de la famille des Libellulidae appartenant au sous-ordre des anisoptères dans l'ordre des Odonates. Il comprend des libellules de taille moyenne qui peuvent s'alimenter d'insectes plus gros qu'eux, y compris d'autres libellules .

## Liste des espèces[2]
- Erythemis attala (Selys in Sagra, 1857)
- Erythemis carmelita Williamson, 1923
- Erythemis collocata (Hagen, 1861)
- Erythemis credula (Hagen, 1861)
- Erythemis haematogastra (Burmeister, 1839)
- Erythemis mithroides (Brauer, 1900)
- Erythemis peruviana (Rambur, 1842)
- Erythemis plebeja (Burmeister, 1839)
- Erythemis simplicicollis (Say, 1840) – l'Érythème des étangs
- Erythemis vesiculosa (Fabricius, 1775)

## Galerie

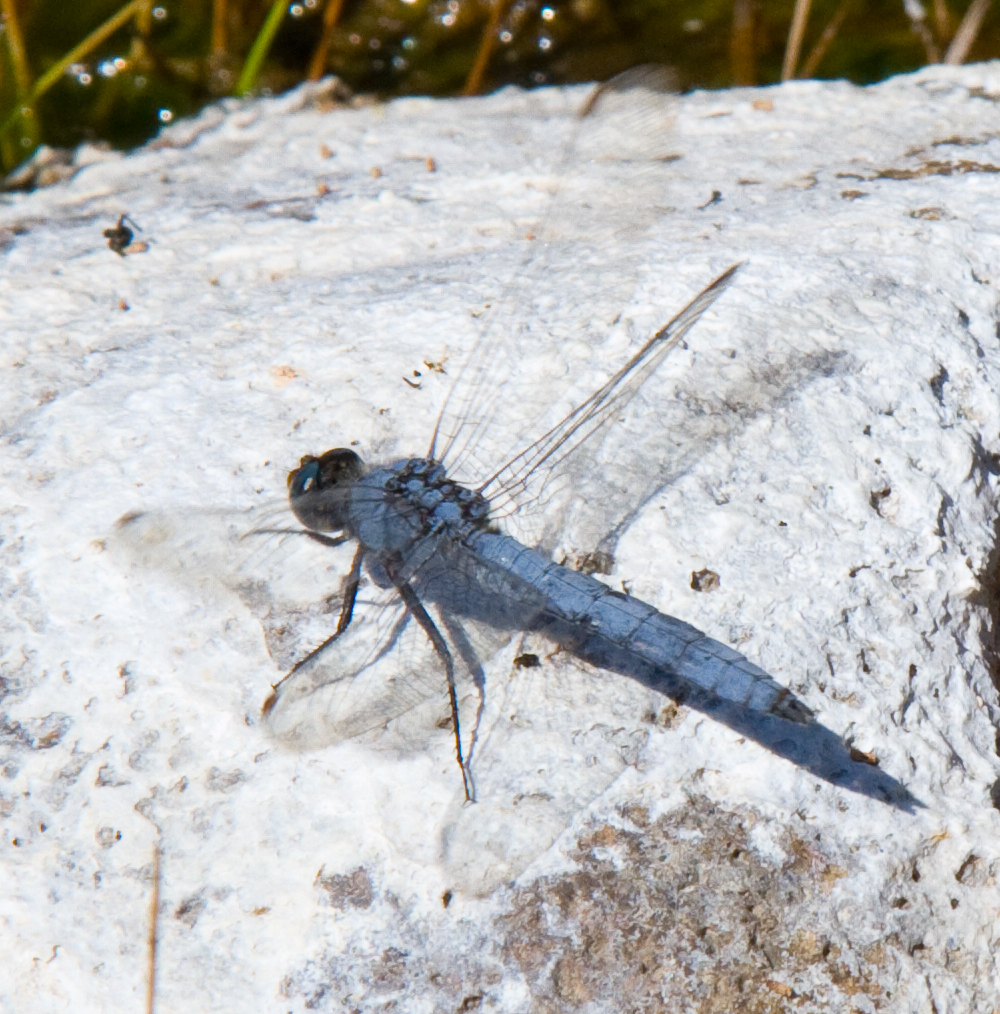
Erythemis collocata mâle
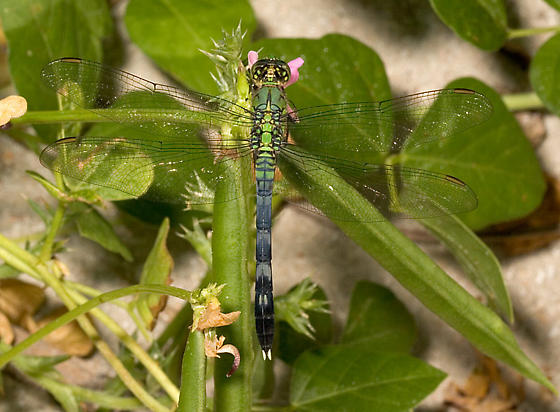
Erythemis simplicicollis mâle
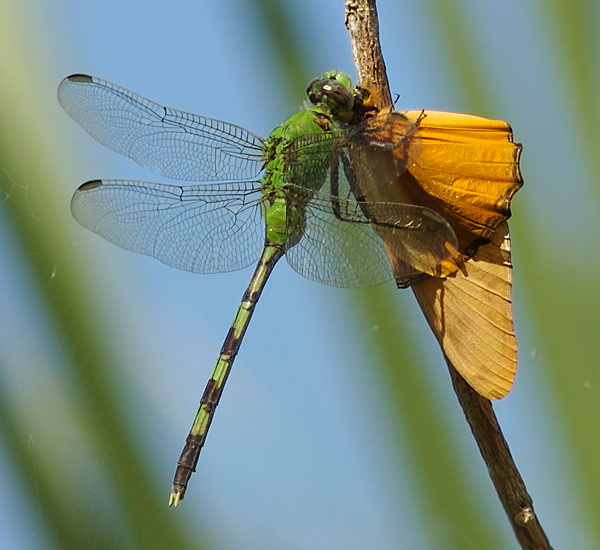
Erythemis vesiculosa femelle